# Hemigobius hoevenii
Hemigobius hoevenii é uma espécie de peixe da família Gobiidae e da ordem Perciformes.

## Morfologia
- Os machos podem atingir 6 cm de comprimento total.
- Barbatana caudal arredondada.[4]
- Número de vértebras: 26-27.[5][6]

## Habitat
É um peixe de clima tropical e demersal.

## Distribuição geográfica
É encontrado no Oceano Pacífico ocidental: Tailândia, Hong Kong, Malásia, Singapura, nas Filipinas, Bornéu, Nova Guiné e no Norte da Austrália.

## Observações
É inofensivo para os humanos.